# Fantômes et Cie

Fantômes et Cie (The Great Ghost Rescue) est un film britannique de Yann Samuell sorti en 2011.

## Fiche technique
- Titre original : The Great Ghost Rescue
- Réalisation : Yann Samuell
- Scénario : Yann Samuell, David Solomons d'après un roman de Eva Ibbotson
- Photographie : Antoine Roch
- Musique : Mark Sayfritz
- Durée : 95 minutes
- Dates de sortie :
  -  Royaume-Uni 2011
  -  France 4 avril 2012

## Distribution
- Jason Isaacs : narrateur
- Emma Fielding : Mabel
- Georgia Groome : Winifred